# Apocalypse d'Adam
L'Apocalypse d'Adam est un des textes de la Bibliothèque de Nag Hammadi.